# Gouvernement Bērziņš
Pour les articles homonymes, voir Bērziņš.
 (septembre 2023).
Si vous disposez d'ouvrages ou d'articles de référence ou si vous connaissez des sites web de qualité traitant du thème abordé ici, merci de compléter l'article en donnant les références utiles à sa vérifiabilité et en les liant à la section « Notes et références ».
République de Lettonie
Šķēle III Repše
Le gouvernement Bērziņš (en letton : Bērziņa Ministru kabinets) est le gouvernement de la République de Lettonie entre le 5 mai 2000 et le 7 novembre 2002, durant la septième législature de la Diète.

## Coalition et historique
Dirigé par le nouveau Premier ministre libéral Andris Bērziņš, précédemment maire de Riga, ce gouvernement est constitué et soutenu par le Parti populaire (TP), la Voie lettonne (LC), Pour la patrie et la liberté (TB/LNNK) et le Nouveau Parti (JP). Ensemble, ils disposent de 70 députés sur 100 à la Diète.
Il est formé à la suite de la démission du Premier ministre conservateur Andris Šķēle, au pouvoir depuis juillet 1999, et succède à son troisième gouvernement, constitué et soutenu par le TP, la LC et TB/LNNK. À la suite de la révocation du ministre des Affaires économiques Vladimirs Makarovs, Pour la patrie et la liberté a renoncé à faire partie de l'exécutif, le mettant en minorité au Parlement.
Lors des élections législatives du 5 octobre 2002, la Nouvelle Ère (JL) d'Einars Repše arrive en tête. En s'associant avec l'Union des verts et des paysans (ZZS), TB/LNNK et le Premier Parti de Lettonie (LPP), Repše parvient à former son gouvernement.

## Composition
| Fonction                                                                                          | Titulaire | Titulaire                                                                        | Parti   |
| ------------------------------------------------------------------------------------------------- | --------- | -------------------------------------------------------------------------------- | ------- |
| Premier ministre                                                                                  |           | Andris Bērziņš                                                                   | LC      |
| Ministre de la Défense                                                                            |           | Ģirts Valdis Kristovskis                                                         | TB/LNNK |
| Ministre des Affaires étrangères                                                                  |           | Indulis Bērziņš                                                                  | LC      |
| Ministre des Affaires économiques                                                                 |           | Aigars Kalvītis                                                                  | TP      |
| Ministre des Finances                                                                             |           | Gundars Bērziņš                                                                  | TP      |
| Ministre de l'Intérieur                                                                           |           | Mareks Segliņš (jusqu'au 30/09/2002)                                             | TP      |
| Ministre de l'Intérieur                                                                           |           | Intérim de Ģirts Valdis Kristovskis                                              | TB/LNNK |
| Ministre de l'Éducation et de la Science                                                          |           | Kārlis Greiškalns                                                                | TP      |
| Ministre de la Culture                                                                            |           | Karina Pētersone                                                                 | LC      |
| Ministre du Bien-être social                                                                      |           | Andrejs Požarnovs (jusqu'au 02/05/2002) Viktors Jaksons (à partir du 22/05/2002) | TB/LNNK |
| Ministre des Transports                                                                           |           | Anatolijs Gorbunovs                                                              | LC      |
| Ministre de la Justice                                                                            |           | Ingrīda Labucka                                                                  | JP      |
| Ministre de la Protection de l'environnement et du Développement régional                         |           | Vladimirs Makarovs                                                               | TB/LNNK |
| Ministre de l'Agriculture                                                                         |           | Atis Slakteris                                                                   | TP      |
| Ministre sans portefeuille Chargé des Relations avec les Institutions financières internationales |           | Roberts Zīle                                                                     | TB/LNNK |
| Ministre sans portefeuille Chargé de la Réforme de l'État                                         |           | Jānis Krūmiņš                                                                    | JP      |